# Vargeão (krater)
Vargeão – krater uderzeniowy położony w stanie Santa Catarina w Brazylii, w obrębie Basenu Parany. Jest odsłonięty na powierzchni ziemi.
Krater powstał 123 miliony lat temu, we wczesnej kredzie. Ma średnicę 12 km, utworzył się w skałach osadowych pokrywających podłoże krystaliczne. Strukturę rozpoznano dzięki zdjęciom lotniczym i satelitarnym w 1971 roku. Tworzą ją koncentryczne wzgórza położone w rozległym obniżeniu terenu, z centralnie położonym wzniesieniem. Początkowo interpretowano tę strukturę jako wytwór wulkanizmu; w 1993 roku znalezione zostały dowody na uderzenie obiektu pozaziemskiego.